# Йохан Бернхард фон дер Асебург
Йохан Бернхард фон дер Асебург (на немски: Johann Bernhard von der Asseburg; † 15 януари 1682, замък Фалкенщайн) е германски благородник от рода фон дер Асебург, господар на Фалкенщайн и Майздорф, част от Фалкенщайн в Харц в Саксония-Анхалт.

## Биография
Той е четвъртият син на Бусо V фон дер Асебург цу Фалкенщайн, Найндорф и Гунслебен (1586 – 1646) и втората му съпруга, първата му братовчедка, Магдалена фон дер Асебург (1587 – 1639), внучка на Йохан фон дер Асебург († 1567), дъщеря на чичо му, бранденбургския съветник Йохан (Ханс) Ернст фон дер Асебург (1550 – 1612) и Елизабет (Илза) фон Квитцов (1562 – 1625). Внук е на Август фон дер Асебург, цу Фалкенщйайн и Найндорф (1545 – 1604), брауншвайгски съветник, домхер в Магдебург, и втората му съпруга Елизабет фон Алвенслебен (1552 – 1609). Правнук е на Йохан фон дер Асебург († 1567) и Клара фон Крам († 1579).
През 1670 г. Йохан Бернхард построява църквата „Св. Йоханис“ в Пансфелде, част от Фалкенщайн. През 1671 г. строи мавзолей на южната част на църквата „Св. Йоханис“ за починала му съпруга Мария Катарина фон Щамер през 1671 г.
Умира на 15 януари 1682 г. в замъка Фалкенщайн. Погребан е в мавзолея на южната част на църквата „Св. Йоханис“ в Пансфелде при Фалкенщайн.

## Фамилия
Йохан Бернхард фон дер Асебург се жени на 3 юли 1661 г. в Рамелбург за Мария Катарина фон Щамер (* 23 януари 1645; † 13 май 1671, замък Фалкенщайн), дъщеря на Ханс Хайнрих фон Щамер и Маргарета Юдит фон Бенигсен. Те имат пет деца:
- Йохан Хайнрих фон дер Асебург (* 4 ноември 1662, Фалкенщайн; † 21 юли 1689), женен на 10 септември 1684 г. във Валхаузен за Сибила Бригита фон дер Асебург (* 1656; † 6 април 1707, Майздорф); имат две деца, един син и една дъщеря
- Магдалена Маргарета фон дер Асебург († 11 февруари 1669, Фалкенщайн)
- Илза София фон дер Асебург (* 23 март 1666; † 9 август 1667, Фалкенщайн)
- Еразмус Августус фон дер Асебург (* 2 юни 1668; † 20 август 1728), женен за Ердмута Хелена Катарина фон Минигероде (* пр. 18 юли 1681; † 27 май 1754, Фалкенщайн); имат шест неженени деца
- дъщеря († 1669)

## Галерия
- Замъкът Фалкенщайн
- Дворецът Майздорф, ок. 1870
- Църквата „Св. Йоханис“ в Пансфелде